# Frauenfeld (huyện)
Frauenfeld là một trong 8 huyện thuộc tổng Thurgau, Thụy Sĩ. Thủ phủ huyện này, và là thủ phủ của bang Thurgau, là thành phố Frauenfeld.
Huyện này có các đô thị sau:
| Đô thị            | Dân số (31 Dec 2007) | Diện tích, km² |
| Aadorf            | 7591                 | 20,0           |
| Felben-Wellhausen | 2286                 | 7,3            |
| Frauenfeld        | 22.313               | 27.4           |
| Gachnang          | 3298                 | 9,7            |
| Hüttlingen        | 837                  | 11,6           |
| Matzingen         | 2433                 | 7,7            |
| Neunforn          | 933                  | 11,4           |
| Stettfurt         | 1098                 | 6,4            |
| Thundorf          | 1273                 | 15,6           |
| Uesslingen-Buch   | 1046                 | 14,0           |
| Warth-Weiningen   | 1174                 | 8,3            |
| Total             | 44.282               | 139,4          |